# Agustín Fontana
Cristian Agustín Fontana (Lomas de Zamora, 11 giugno 1996) è un calciatore argentino, attaccante dell'Estudiantes (RC).

## Caratteristiche tecniche
È un centravanti.

## Carriera
Cresciuto nelle giovanili del Banfield, ha esordito in prima squadra il 25 ottobre 2014 in occasione del match perso 1-0 contro il Vélez Sarsfield.

## Statistiche

### Presenze e reti nei club
Statistiche aggiornate al 13 marzo 2018.
| Stagione        | Squadra         | Campionato      | Campionato | Campionato | Coppe nazionali | Coppe nazionali | Coppe nazionali | Coppe continentali | Coppe continentali | Coppe continentali | Altre coppe | Altre coppe | Altre coppe | Totale | Totale | Totale |
| Stagione        | Squadra         | Comp            | Pres       | Reti       | Comp            | Pres            | Reti            | Comp               | Pres               | Reti               | Comp        | Pres        | Reti        | Pres   | Reti   |        |
| --------------- | --------------- | --------------- | ---------- | ---------- | --------------- | --------------- | --------------- | ------------------ | ------------------ | ------------------ | ----------- | ----------- | ----------- | ------ | ------ | ------ |
| 2014            | Banfield        | PD              | 1          | 0          |                 | -               | -               |                    | -                  | -                  |             | -           | -           | 1      | 0      |        |
| 2015            | Banfield        | PD              | 1          | 0          | CA              | 0               | 0               |                    | -                  | -                  |             | -           | -           | 1      | 0      |        |
| 2016            | Banfield        | PD              | 1          | 0          | CA              | 0               | 0               | CS                 | 0                  | 0                  |             | -           | -           | 1      | 0      |        |
| 2016-2017       | Banfield        | PD              | 5          | 0          | CA              | 1               | 0               |                    | -                  | -                  |             | -           | -           | 6      | 0      |        |
| 2017-2018       | Banfield        | PD              | 2          | 0          | CA              | 0               | 0               | CL                 | 0                  | 0                  |             | -           | -           | 2      | 0      |        |
| Totale carriera | Totale carriera | Totale carriera | 10         | 0          |                 | 1               | 0               |                    | 0                  | 0                  |             | -           | -           | 11     | 0      |        |